# Дуглас Сантос (футболіст, 1994)
Дуглас Сантос (порт. Douglas Santos, нар. 22 березня 1994, Жуан-Пессоа) — бразильський футболіст, захисник російського «Зеніту».
Виступав, зокрема, за клуби «Наутіко Капібарібе», «Удінезе» та «Атлетіко Мінейру», а також національну збірну Бразилії.

## Клубна кар'єра
Народився 22 березня 1994 року в місті Жуан-Пессоа. Вихованець футбольної школи клубу «Наутіко Капібарібе». Професійну футбольну кар'єру розпочав 2012 року в основній команді того ж клубу, в якій провів один сезон, взявши участь у 22 матчах чемпіонату.  Більшість часу, проведеного у складі «Наутіко Капібарібе», був основним гравцем захисту команди.
Протягом частини 2013 року перебував у складі іспанської команди «Гранада» за який не зіграв жодного матчу.
До складу «Удінезе» приєднався того ж 2013 року. Відіграв за команду з Удіне лише три матчі.
До складу клубу «Атлетіко Мінейру» приєднався 2014 року. Відтоді встиг відіграти за команду з Белу-Оризонті 80 матчів в національному чемпіонаті.
Влітку 2016 перейшов до німецького «Гамбургу», де відіграв три сезони та провів 80 матчів забив 2 голи.
4 липня 2019 уклав п'ятирічний контракт із російським «Зенітом». Наразі в складі команди провів 56 матчів.

## Виступи за збірні
Протягом 2012–2016 років залучався до складу молодіжної збірної Бразилії. На молодіжному рівні зіграв у 12 офіційних матчах.
З 2016 року залучався до лав олімпійської збірної Бразилії в складі якої не провів жодного матчу.
2016 року дебютував в офіційних матчах у складі національної збірної Бразилії. Наразі провів у формі головної команди країни 1 матч.
У складі збірної був учасником розіграшу Кубка Америки 2016 року у США.

## Титули і досягнення
- Володар Кубку Бразилії (1):

«Атлетіко Мінейру»: 2014
- Переможець Ліги Мінейру (1):

«Атлетіко Мінейру»: 2015
- Чемпіон Росії (5):

«Зеніт»: 2019–20, 2020–21, 2021–22, 2022–23, 2023–24
- Володар Суперкубка Росії (1):

«Зеніт»: 2020
- Володар Кубка Росії (1):

«Зеніт»: 2019–20
- Володар Суперкубка Росії (5):

«Зеніт»: 2020, 2021, 2022, 2023, 2024
- Олімпійський чемпіон: 2016